# Vape Wave
 (novembre 2017).
Pour plus de détails, voir Fiche technique et Distribution.
Vape Wave est un film documentaire suisse de Jan Kounen sorti en 2016.

## Synopsis
Devenue un phénomène mondial en l'espace de quelques années, la cigarette électronique a donné naissance à un gigantesque marché avec ses boutiques, ses fabricants et ses utilisateurs. En France, on compte pas moins de trois millions de vapoteurs. La vapoteuse est aujourd'hui au coeur de nombreuses polémiques.
Vape Wave a pour ambition d’être le 1er film exhaustif sur l’incroyable phénomène mondial qu’est la cigarette électronique. Jan Kounen plonge dans l’univers tentaculaire du vapotage et nous entraîne à travers le monde à la découverte de cette révolution culturelle, véritable lutte contre le fléau du tabac.

## Fiche technique
- Titre : Vape Wave
- Réalisation : Jan Kounen
- Scénario : Jan Kounen
- Musique : Agoria et Sébastien Blanchon
- Photographie : Hugues Espinasse
- Montage : Anny Danché et Antonio Lizzio
- Production : Jan Kounen et Marc Obéron
- Société de production : Media Screen, Tawak Pictures, Film Factory, Rita Films, Touscoprod, EMoovie, Lecode, Paddock Films et Weesper
- Pays :  Suisse et  France
- Genre : Documentaire
- Durée : 88 minutes
- Dates de sortie : 
  -  Suisse : 3 octobre 2016 (Festival Effervescence de Mâcon)

## Distribution
- Antoine Basler
- Carole Brana
- Rodolphe Chabrier
- Jan Kounen